# Тойока
Тойока (на японски: 豊岡市, по английската Система на Хепбърн Toyooka-shi) е град в северната част на префектура Хього, Япония.
Населението му е 79 428 жители (по приблизителна оценка към октомври 2018 г.). Общата му площ е 697,66 km2.
Градът е основан на 1 април 1950 г. На 1 април 2005 г. Тойока се слива с 5 съседни града Такено, Танто, Киносаки, Хидака и Изуши.
Летище Таджима осблужва Тойока.

## Побратимени градове
- Аликанте, Испания
- Уеда, префектура Нагано